# Schaltschloss

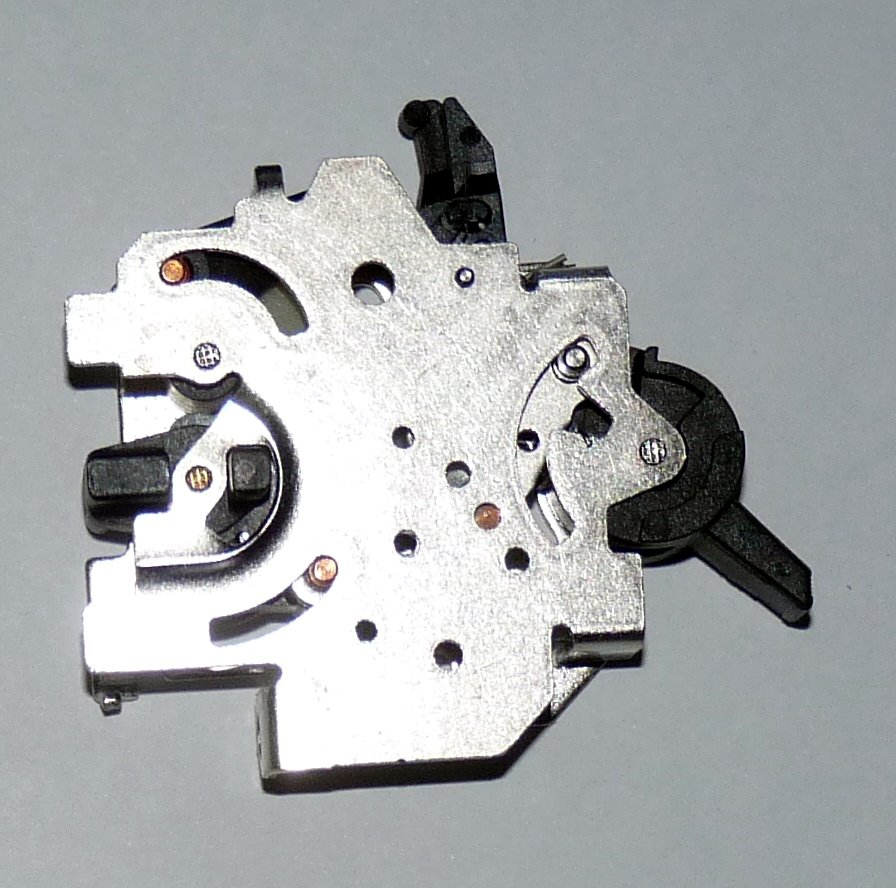
Schaltschloss aus einem RCD (früher als FI-Schalter bekannt)

Ein Schaltschloss ist eine der Sperrklinke ähnliche mechanische Vorrichtung in elektrischen Bauteilen, insbesondere in Fehlerstromschutzschaltern und Leitungsschutzschaltern bzw. Sicherungsautomaten , die vorzugsweise das Abschalten eines Stromkreises mit einer sehr geringen Kraft bei kleinem Weg ermöglicht. Dazu wird die Kraft einer Feder freigegeben, die beim Einschalten gespannt wurde, und der Schalter schnellt in seine Ruhelage zurück. 
Das typische Auslösekriterium ist ein Strom, der die Arretierung durch die Wirkung eines Elektromagneten freigibt:
- schnelle Auslösung z. B. bei Kurzschluss oder einem definierten Fehlerstrom
- langsame Auslösung durch Überstrom eines sich erhitzenden Bimetallstreifens.

Das Auslösekriterium eines Fehlerspannungsschutzschalters ist die Spannung an der Wicklung des Elektromagneten (typisch 42 V). 
Eine ähnliche technische Lösung enthalten Treppenlicht-Zeitschalter und Kurzzeitschaltuhren. Ältere Treppenlichtautomaten enthielten ein Uhrwerk, das durch den Hub eines Elektromagneten aufgezogen wurde.
Schaltschlösser von elektrischen Schutzeinrichtungen, welche als Schalter ausgeführt sind, beispielsweise Leitungsschutzschalter, müssen nach DIN VDE 0660 mit einer Freiauslösung versehen sein.